# Alphavirus sindbis
Virus de Sindbis
Espèce
Synonymes
- Babanki virus (ICTV, 1991)
- Ockelbo virus (ICTV, 1991)
- Kyzylagach virus (ICTV, 1979)
- Sindbis virus (ICTV, 1971)

Alphavirus sindbis, le virus de Sindbis (SINV), est une espèce de virus de la famille des Togaviridae et du genre des Alphavirus. C'est un virus à ARN monocaténaire positif. Cet arbovirus est transmis par des moustiques et provoque, chez l'humain, une polyarthrite épidémique avec éruption cutanée, caractérisée par de la fièvre, des arthralgies, un exanthème et des malaises. C'est l'agent infectieux de la maladie de Pogosta (Finlande), d'Ockelbo (Suède) et de la fièvre de Carélie (Russie).
Le virus de Sindbis a été isolé pour la première fois en 1952 au Caire, en Égypte. Il est nommé d'après le village de Sindbis, en Égypte, où ont été capturés les moustiques (Culex univittatus) porteurs du virus.
Le virus de Sindbis est un arbovirus qui a pour réservoir des oiseaux (principalement la grive musicienne, la grive litorne et la grive mauvis) et pour vecteur des moustiques ornithophiles (principalement Aedes, Culex et Culiseta). Les humains sont infectés quand ils sont piqués par un moustique porteur du virus.

## Épidémiologie
Le virus est fréquemment trouvé chez les insectes et les vertébrés en Eurasie, en Afrique et en Océanie. Cependant, l'infection clinique et la maladie ne sont signalées chez l'humain qu'en Europe du Nord (Finlande, Suède, Carélie), où le SINV est endémique et où de grandes épidémies se produisent par intermittence. Des cas sont parfois signalés en Australie, en Chine et en Afrique du Sud.

## Pathogénicité
L’infection à virus de Sindbis chez l’humain est généralement bénigne et spontanément résolutive. Elle se caractérise par de la fièvre accompagnée d’exanthème vésiculeux et d’arthralgie. Des infections cliniquement silencieuses sont fréquentes. 

## Physiologie du virus

### Structure, génome et réplication
Les virions, de forme sphérique et pléomorphique et d'un diamètre de 70 nm, sont constitués d’une enveloppe icosaédrique et d’une nucléocapside. Il a un génome non segmenté, constitué d'une seule molécule d'ARN simple brin, linéaire à polarité positive, d'une taille approximative de 11,7 kb. L'ARN a une coiffe en 5' et une queue polyadénylée en 3', et sert donc directement d'ARN messager (ARNm) dans une cellule hôte. Le génome code quatre protéines non structurales, la capside et deux protéines d'enveloppe. Ceci est caractéristique de tous les Togavirus. La réplication est cytoplasmique et rapide. L'ARN génomique est partiellement traduit à l'extrémité 5' pour produire les protéines non structurales qui sont ensuite impliquées dans la réplication du génome et la production d'un nouvel ARN génomique et d'un brin d'ARN sous-génomique plus court. Ce brin sous-génomique est traduit en protéines structurales. Les virus s'assemblent à la surface des cellules hôtes et acquièrent leur enveloppe par bourgeonnement.
Un élément d'ARN non codant s'est avéré essentiel pour la réplication du génome du virus de Sindbis.
La recombinaison entre ARN de virus Sindbis est attestée,. Le mécanisme de recombinaison semble être le changement de modèle (choix de copie) pendant la réplication de l'ARN,.